# تذبذب النجم النيوتروني
في علم دراسة تذبذب النجوم (أستيروسيسمولوغي) الذي يدرس البنية الداخلية لشمسنا والنجوم الأخرى باستخدام التذبذبات. ويمكن دراسة التذبذبات من خلال تفسير الطيف الترددي الزمني المكتسب من خلال عمليات الرصد.
وبنفس الطريقة، يمكن دراسة النجوم النيوترونية الأكثر تطرفا، ونأمل أن تعطينا فهما أفضل للتركيب الداخلي للنجوم النيوترونية،
وتساعد في تحديد معادلة حالة المادة في النوى الكثيفة.ويأمل العلماء أيضا في إثبات، أو تجاهل، وجود ما يسمى نجوم الكوارك، أو النجوم الغريبة، من خلال هذه الدراسات.

## أنواع التذبذبات
وتنقسم أنماط التذبذبات إلى مجموعات فرعية، ولكل منها سلوك مميز مختلف.أولا تنقسم إلى أنماط حلقية وكروية، هذا الأخير علاوة على ذلك ينقسم إلى نمط شعاعي وغير شعاعي. الأنماط الكروية هي التذبذبات في الاتجاه الشعاعي في حين أن الأنماط الحلقية تتأرجح أفقيا، متعامدة على الاتجاه الشعاعي. ويمكن اعتبار النمط الشعاعي كحالة خاصة من نمط غير شعاعي، يصون شكل النجم أثناء التذبذبات. في حين أن النمط الكروي يأخذ بعين الاعتبار
في دراسات النجوم، لأنها أسهل لمراقبة، ولكن يمكن أيضا أن تدرس الأنماط الحلقية.
في شمسنا، تم العثور على ثلاثة أنواع فقط من الأنماط حتى الآن، وهي p-, g- و f .يدرس علم الهيليوزولوجيا هذه الأنماط في فترات في حدود دقائق، في حين أن النجوم النيوترونية لها فترات أقصر بكثير، في كثير من الأحيان تكون في حدود ثوان أو حتى ملي ثانية.
- النمط p- أو نمط الضغط، يتم تحديده من قبل سرعة الصوت المحلية في النجم، وبالتالي غالبا ما يشار إليها باسم النمط الصوتي. ويعتمد بشكل كبير على كثافة ودرجة حرارة النجم النيوتروني، ومدعوم من تقلبات الضغط الداخلي في وسط النجم. وتتراوح الفترات النموذجية المتوقعة لهذا النمط حول 0.1 مللي ثانية.
- النمط g- أو نمط الجاذبية، لة طفو مشابة لقوة الإرجاع، ولكن لا ينبغي الخلط بينه وبين موجات الجاذبية. ويقتصر النمط g على المناطق الداخلية في القشرة الصلبة للنجم النيوتروني، ولهذا النمط فترات تذبذب بين 10 و 400 ملي ثانية. غير أنه من المتوقع أيضا أن تتغير أنماط g لفترة طويلة أطول من 10 ثوان.
- النمط f-أو النمط الأساسي هو نمط g يقتصر على سطح النجم النيوتروني، على غرار التموجات في بركة السباحة. وتتراوح الفترات المتوقعة بين 0,1 و 0,8 مللي ثانية.

## أنماط تذبذب النجوم النيوترونية
الخصائص المتطرفة للنجوم النيوترونية تسمح بحدوث أنواع أخرى من ألأنماط:
- النمط s - أو نمط القص، تظهر في حالتين؛ واحدة في الداخل الفائق الميوعة وألأخرى في القشرة الصلبة. في القشرة تعتمد أساسا على معامل القص القشرة. وتتراوح الفترات المتوقعة بين بضعة ملي ثانية إلى عشرات الثواني.
- النمط i أو نمط بين السطوح، يظهر على حدود الطبقات المختلفة للنجم النيوتروني، مما يسبب في تموجات ترتحل خلال فترات تعتمد على الكثافة المحلية ودرجة الحرارة في السطح البيني. وتتراوح الفترات النمطية المتوقعة حول بضع مئات من الملي ثانية.[3]

- النمط -t أو النمط الانفتالي، يحدث هذا النمط بسبب الحركات المادية بشكل تماسّي على السطح القشرة. والفترات المتوقعة أقل من 20 مللي ثانية.
- النمط-r  أو النمط الروسبي (نوع الثاني من الوضع الحلقي) يظهر فقط في تناوب النجوم الناجم عن تأثير كوريوليس يعمل بمثابة قوة إرجاع على طول السطح. فترات النمط هي على نفس ترتيب دوران النجم.
- نمط w- أو نمط موجة الجاذبية هو تأثير نسبي، يبديد الطاقة من خلال موجات الجاذبية. اقترح وجود هذا النمط لأول مرة من خلال مشكلة نموذجية بسيطة من قبل كوكوتاس وشوتز[4] وأكد صحتها رقميا كوجيما[5] ثم صححت نتائج كوجيما ونشرت من قبل كوكوتاس وشوتز.[6]

## إثارة التذبذب
بصفة عامة، تحدث التذبذب عندما يكون النظام مضطرب التوازن الديناميكي، حيث يقوم النظام باستعمال قوة الإرجاع للعودة إلى حالة التوازن. التذبذبات في النجوم النيوترونية ربما تكون ضعيفة ولها مطالات صغيرة، ولكن هيجان هذه التذبذبات قد يزيد من المطال إلى مستويات يمكن رصدها. إحدى آليات الإثارة العامة هي الانفجارات التي تضيف طاقة إلى النظام، مما يثير مطال التذبذبات إلى حجم أكبر، الذي يمكن رصدة بسهولة. وبصرف النظر عن مثل هذه الانفجارات، التي تسمى في كثير من الأحيان مشاعل، اقتراحت آليات أخرى تساهم في إثارة التذبذب:
- انهيار لب المستعر الأعظم الذي ينتج النجم النيوتروني هو مرشح جيد لأنه يطلق كميات هائلة من الطاقة.
- النظم الثنائية التي لها نجم نيوتروني واحد على الأقل، عملية تراكم وتتدفق المادة في النجم قد يكون مصدرا لطاقة عالية معتدلة.
- تحرر إشعاع الجاذبية في النظام الثنائي المتقارب، يطلق طاقة قد تكون فعالة بما فيه الكفاية للاثارة مرئية.
- التحول الطوري الذي يطلق طاقة يمكن توجيه جزء منها إلى إثارة التذبذب.

## روابط خارجية
- أستيروسيسمولوغي النجوم الشبية بالشمس
- جامعة فيينا